# Waste Land
Waste Land è un documentario anglo-brasiliano del 2010 diretto da Lucy Walker, João Jardim e Karen Harley candidato al premio Oscar al miglior documentario.

## Trama
L'artista di fama mondiale Vik Muniz viaggia a Rio de Janeiro nella discarica più grande del mondo, Jardim Gramacho. In questa "terra desolata" inizia a ritrarre attraverso la fotografia un gruppo di catadores - uomini, donne e ragazzini che ogni giorno scalano montagne di rifiuti e frugano tra l'immondizia alla ricerca di materiali riciclabili da poter vendere o barattare.
Colpito dalla loro forza e innocenza, lascia che l'idea iniziale si trasformi in un progetto "umanitario" che coinvolga i catadores stessi. La regista inglese Lucy Walker documenta la crescita e l'evoluzione di un gruppo di uomini e donne, che hanno potuto creare con le proprie mani un'opera d'arte dai rifiuti che loro stessi hanno raccolto.

## Produzione
Il film è stato girato nel corso di quasi tre anni.

## Premi e riconoscimenti
- Candidatura ai Premi Oscar 2011 come miglior documentario
- Premio del pubblico World Cinema Documentary al Sundance Film Festival 2010